# Google Notebook
Google Notebook (no Brasil, Google Notas) foi um serviço oferecido e desenvolvido pela empresa Google que permitia que o usuário armazene links, imagens e textos com apenas um clique do mouse, guardando-os na web, deixando-os acessíveis para serem lidos a partir de qualquer computador conectado à internet.
O usuário podia escrever suas anotações por meio de um software - uma extensão para Firefox ou um programa para Internet Explorer - ou apenas indo no site do serviço e criar sua anotação manualmente.
O serviço permitia criar vários "blocos" de notas que funcionam paralelamente, sendo possível até torná-los públicos, para que qualquer usuário visualize. Deixou de ser beta em março de 2007, passando então a ser oferecido também em português.
Em 18 de janeiro de 2009, foi cancelado o desenvolvimento do mesmo. Usuários que já possuíam contas no Google Notebook, entretanto, continuam a usufruir do serviço. Somente a novos usuários que esse serviço não está mais disponível. A justificativa do Google para o cancelamento do Google Notas foi o de focar outros serviços que tragam mais benefícios a longo prazo aos usuários dos Serviços Google. Desde setembro de 2009, o serviço já está de volta.